# Carmen Álvarez
Carmen Álvarez (Ciudad Rodrigo, 24 de febrero de 2003) es una futbolista española. delantera en el Real Betis de la Primera División de España. Ha sido internacional con la selección sub-20 con España y campeona de Europa sub-19 en 2022.

## Trayectoria
Empezó su carrera deportiva dedicándose al atletismo y al fútbol sala en Ciudad Rodrigo, pero luego se decantó por practicar el fútbol en el equipo de la ciudad, el Ciudad Rodrigo Club de Fútbol. Con 13 años fichó por el Salamanca UDS Femenino procedente de Ciudad Rodrigo. El primer año jugó en categoría regional, y las dos temporadas siguientes en primera nacional. En la temporada 2019-20 fue la máxima goleadora de la categoría.
En 2020 fichó por el Atlético de Madrid B. El 5 de junio de 2021 debutó con el primer equipo con victoria por 4-1 en partido de liga ante el Espanyol al sustituir a Ludmila da Silva en la segunda mitad, y marcó el cuarto gol colchonero.
En la temporada 2021-22 jugó varios partidos como suplente durante la primera vuelta del campeonato. El 26 de enero de 2022 fue cedida hasta final de temporada a la Sociedad Deportiva Eibar. Ese mismo día, sin haber entrenado aún con sus compañeras, debutó con el conjunto armero en la segunda parte de la eliminatoria de Copa de la Reina, con derrota por 3-1 ante el Alhama Club de Fútbol. En el club armero tuvo una actuación destacada marcando 5 goles y dando dos asistencias, aunque no pudo evitar el descenso del equipo.
En verano de 2022 llegó a un acuerdo con el Atlético de Madrid para dejar el club y fichar por el Betis al tiempo que Andrea Medina, con el contrato expirado pero con una cláusula de formación que debía pagar cualquier club de primera división que la contratase se unía al club colchonero. El Atlético de Madrid se reservó una opción de recompra en su tercer año en el Betis.

## Selección nacional
En febrero de 2020 fue convocada para unas jornadas de entrenamiento con la selección española sub-17, que se tuvieron que cancelar por la pandemia de Covid-19. En mayo de 2021 fue convocada para unas jornadas de entrenamiento con la selección española sub-19.
El 19 de septiembre de 2021 debutó con la selección sub-20 en un amistoso en Costa Rica. En noviembre del mismo año jugó en el Trofeo Costa Daurada, donde fue la máxima goleadora tras marcar un doblete a México en el primer partido y un gol a Francia en el último.
El 6 de abril de 2022 debutó con la selección sub-19 en la segunda ronda de clasificación para el Campeonato Europeo. Salió desde el banquillo en la segunda mitad y marcó un gol y dio una asistencia en la goleada por 9-0 sobre Rumanía, luego marcó un triplete y dio otra asistencia en el segundo partido y participó en el empate ante Países Bajos en la tercera jornada, que certificó el pase a la fase final por diferencia de goles. El 9 de junio de 2022 fue convocada para disputar la fase final del Campeonato Europeo de República Checa. Debutaron ante Italia, que se adelantó merced a un penalti. España remontó el encuentro y Carmen marcó el gol que adelantó a las españolas al filo del descanso, y acabaron ganando por 3-1. Carmen se retiró con molestias en la segunda mitad. En el segundo partido ante República Checa salió desde el banquillo con el partido ya sentenciado. Ganaron por 5-0 mientras Francia e Italia empataban, con lo que se clasificaron automáticamente para las semifinales. Fue titular en el último partido de la fase de grupos, en el que empataron a un gol ante Francia, logrando así ser primeras de grupo. En la semifinal ante Suecia fue suplente y entró al campo en la segunda mitad cuando España ya ganaba por 1-0, resultado que no cambió mientras estuvo en el campo. Carmen forzó la expulsión de una defensa sueca a la que ganó la posición y que la agarró para evitar que encarase a la guardameta. Fue suplente en la final y entró en la segunda parte cuando España empataba a un gol con Noruega. Cuando el partido se acercaba a la prórroga, dio una asistencia de gol a Júlia Bartel, que les dio el campeonato.
El 13 de julio de 2022 fue incluida en la convocatoria de España para disputar el Mundial sub-20 que se disputaría en Costa Rica.

## Estadísticas

### Clubes
Actualizado al último partido jugado el 15 de mayo de 2022.
| Club | Div.          | Temporada     | Liga  | Liga  | Liga   | Copas nacionales(1) | Copas nacionales(1) | Copas nacionales(1) | Copas internacionales(2) | Copas internacionales(2) | Copas internacionales(2) | Total | Total | Total  | Media goleadora(3) |
| Club | Div.          | Temporada     | Part. | Goles | Asist. | Part.               | Goles               | Asist.              | Part.                    | Goles                    | Asist.                   | Part. | Goles | Asist. | Media goleadora(3) |
| --- | ------------- | ------------- | ----- | ----- | ------ | ------------------- | ------------------- | ------------------- | ------------------------ | ------------------------ | ------------------------ | ----- | ----- | ------ | ------------------ |
| Atlético de Madrid B · España |               |               |       |       |        |                     |                     |                     |                          |                          |                          |       |       |        |                    |
| 2.ª | 2020-21       | 16            | 6     |       | -      | -                   | -                   | -                   | -                        | -                        | 16                       | 6     |       | 0.37   |                    |
| Total club | Total club    | 16            | 6     |       |        |                     |                     |                     |                          |                          | 16                       | 6     |       | 0.37   |                    |
| Atlético de Madrid · España |               |               |       |       |        |                     |                     |                     |                          |                          |                          |       |       |        |                    |
| 1.ª | 2020-21       | 2             | 1     | 0     | -      | -                   | -                   | -                   | -                        | -                        | 2                        | 1     | 0     | 0.50   |                    |
| 1.ª | 2021-22       | 7             | 0     | 0     | -      | -                   | -                   | -                   | -                        | -                        | 7                        | 0     | 0     | 0      |                    |
| Total club | Total club    | 9             | 1     | 0     |        |                     |                     |                     |                          |                          | 9                        | 1     | 0     | 0.11   |                    |
| S. D. Eibar · España |               |               |       |       |        |                     |                     |                     |                          |                          |                          |       |       |        |                    |
| 1.ª | 2021-22       | 9             | 5     | 2     | 1      | 0                   | 0                   | -                   | -                        | -                        | 10                       | 5     | 2     | 0.50   |                    |
| Total club | Total club    | 9             | 5     | 2     | 1      | 0                   | 0                   |                     |                          |                          | 10                       | 5     | 2     | 0.50   |                    |
| Total carrera | Total carrera | Total carrera | 34    | 12    | 2      | 1                   | 0                   | 0                   |                          |                          |                          | 35    | 12    | 2      | 0.34               |
| (1) Incluye datos de Copa de la Reina y la Supercopa. (2) Incluye datos de Liga de Campeones Femenina de la UEFA . (3) No incluye goles en partidos amistosos. |               |               |       |       |        |                     |                     |                     |                          |                          |                          |       |       |        |                    |

### Selección
Actualizado al último partido jugado el 6 de julio de 2022.
| Selecciones | Año           | Continental(4) | Continental(4) | Continental(4) | Mundial | Mundial | Mundial | Amistosos (5) | Amistosos (5) | Amistosos (5) | Total | Total | Total  | Media goleadora |  |
| Selecciones | Año           | Part.          | Goles          | Asist.         | Part.   | Goles   | Asist.  | Part.         | Goles         | Asist.        | Part. | Goles | Asist. | Media goleadora |  |
| --- | ------------- | -------------- | -------------- | -------------- | ------- | ------- | ------- | ------------- | ------------- | ------------- | ----- | ----- | ------ | --------------- |  |
| Sub-19 | 2022          | 7              | 5              | 3              |         |         |         | 1             | 0             | 0             | 8     | 5     | 3      | 0.62            |  |
| Sub-19 | Total         | 7              | 5              | 3              |         |         |         | 1             | 0             | 0             | 8     | 5     | 3      | 0.62            |  |
| Sub-20 | 2021          |                |                |                |         |         |         | 5             | 3             | 0             | 5     | 3     | 0      | 0.60            |  |
| Sub-20 | Total         |                |                |                |         |         |         | 5             | 3             | 0             | 5     | 3     | 0      | 0.60            |  |
| Total carrera | Total carrera | 7              | 5              | 3              |         |         |         | 6             | 3             | 0             | 13    | 8     | 3      | 0.62            |  |
| |               |                |                |                |         |         |         |               |               |               |       |       |        |                 |  |
| (4) Se incluyen Campeonatos Europeos y sus fases de Clasificación. (5) Sólo se incluyen partidos contra selecciones nacionales. |               |                |                |                |         |         |         |               |               |               |       |       |        |                 |  |

#### Participaciones en Eurocopas
| Competición         | Categoría | Sede            | Resultado | Partidos | Goles |
| ------------------- | --------- | --------------- | --------- | -------- | ----- |
| Europeo Sub-19 2022 | Sub-19    | República Checa | Campeona  | 5        | 1     |
| Total               | –         | –               | –         | 5        | 1     |

## Palmarés

### Campeonatos internacionales
| Título         | Equipo              | Sede            | Año  |
| -------------- | ------------------- | --------------- | ---- |
| Europeo Sub-19 | Selección de España | República Checa | 2022 |

### Distinciones individuales
| Distinción                           | Año     |
| ------------------------------------ | ------- |
| Máxima Goleadora de Primera Nacional | 2019-20 |